# Sindicat Nacional de Periodistes Cinematogràfics Italians
El Sindicat Nacional de Periodistes Cinematogràfics Italians (en italià Sindacato Nazionale Giornalisti Cinematografici Italiani, SNGCI) és una associació que representa els interessos dels periodistes de cinema italians.
Aquesta associació es va fundar el 17 de març de 1946 sota l'autoritat de la Federazione Nazionale Stampa Italiana. Entre altres coses, els seus deures estatutaris inclouen representar els interessos professionals dels seus membres i defensar la llibertat de premsa i, en particular, la independència de la crítica cinematogràfica. També actua com a secció nacional de la Federació Internacional de la Premsa Cinematogràfica (FIPRESCI), l’associació internacional de periodistes de cinema.
La producció cinematogràfica italiana i internacional és reconeguda per la SNGCI atorgant diversos premis cinematogràfics. El més important i antic d’aquests premis és el Nastro d'Argento (cinta de plata), que es concedeix en diverses categories des de 1946. Des del 1978, importants personalitats del cinema italià també han estat guardonades amb el premi Pietro Bianchi.
L'actual presidenta de l'SNGCI és Laura delli Colli.

## Premia atorgats
- Nastro d'Argento (Nastri d'Argento), premi creat el 1946.[2]
- Prix Francesco-Pasinetti[3]
- Premi Filippo-Sacchi per la tesi de laurea dins del domini cinematogràfic.[4]
- Premi Guglielmo Biraghi[5]
- Premi Pietro Bianchi, des de 1978 atribuït à una personalitat del cinema italià[6]